# Glypta indivisa
Glypta indivisa är en stekelart som beskrevs av Dasch 1988. Glypta indivisa ingår i släktet Glypta och familjen brokparasitsteklar. Inga underarter finns listade i Catalogue of Life.